# Sphinctomyrmex duchaussoyi
Sphinctomyrmex duchaussoyi é uma espécie de formiga do gênero Sphinctomyrmex.